# هاني محفوظ هلال
هاني محفوظ هلال كان وزير التعليم العالي ووزير الدولة للبحث العلمي من 31 ديسمبر 2005، وحتى 23 فبراير 2011. شغل منصب المستشار الثقافي والعلمي في السفارة المصرية في باريس.
عمل أستاذاً بكلية الهندسة جامعة القاهرة (1993)، ورئيساً لجامعة سنجور بالإسكندرية (أكتوبر 2004). كان خبيراً في برامج علوم الأرض في مكتب اليونسكو الإقليمي في القاهرة (1993)، ومستشار اليونسكو في المختبر الدولي لسكانترون، الأردن (2002).